# Winthemia peruviana
Winthemia peruviana là một loài ruồi trong họ Tachinidae.